# Washington State Route 106
Washington State Route 106 (SR 106) ist eine 32 km lange State Route im Mason County. Er führt vom U.S. Highway 101 (US 101) in Skokomish zur Washington State Route 3 südlich von Belfair. Der Highway wurde 1964 eingerichtet, war aber zuvor ein Teil anderer Strecken des primären Straßennetzes des Bundesstaates.

## Streckenbeschreibung
State Route 106 beginnt an einer Straßengabelung am U.S. Highway 101 im Census-designated place (CDP) Skokomish, nördlich von Shelton. Von dieser Kreuzung führt die Straße nach Südosten, überbrückt den Skobob Creek und schlängelt  dann am Ufer von Skokomish River und Annas Bay zur Ortschaft Union. Von dort aus verläuft die Strecke am südlichen Ufer des Hood Canals und am Twanoh State Park vorbei zur Kreuzung mit der Washington State Route 3 südlich von Belfair, wo sie endet. Der Streckenabschnitt vor der Kreuzung mit SR 3 bei Belfair wurde 2011 durchschnittlich von 5900 Fahrzeugen täglich genutzt. Im Jahr 1970 befuhren denselben Streckenabschnitt im Tagesdurchschnitt 2000 Fahrzeuge.

## Geschichte
Die erste vom Bundesstaat unterhaltene Straße auf der heutigen Trasse war die 1915 durch die Washington State Legislature und das Department of Highways eingerichtete State Road 21, die von Skokomish nach Kingston führte. State Road 21 wurde 1923 zur State Road 14 und erhielt den Namen Navy Yard Highway. Als der Bundesstaat 1937 die Primary und Secondary Highways einrichtete, wurde State Road 14 zum Primary State Highway 14 (PSH 14). Der Abschnitt Skokomish–Gorst wurde 1955 dem Primary State Highway 21 zugeschlagen. Bei der Neunummerierung der Highways in Washington von 1964 wurde PSH 21 in SR 106, SR 3 und SR 104 aufgeteilt.
In den letzten Jahren hat das Washington State Department of Transportation (WSDOT) einige Verbesserungen an der Straße durchgeführt. 2005 ersetzte man am Skobob Creek den Düker durch eine Brücke; die Stelle liegt rund 1,4 km östlich von Skokomish. Eine Verkehrsampel wurde 2007 an der Kreuzung von SR 106 / SR 3 südlich von Belfair installiert.